# Torellia delicata
Torellia delicata är en snäckart som först beskrevs av Philippi 1844.  Torellia delicata ingår i släktet Torellia och familjen toppmössor. Det är osäkert om arten förekommer i Sverige. Inga underarter finns listade i Catalogue of Life.